# Piper cilibracteum
Piper cilibracteum är en pepparväxtart som beskrevs av C. Dc.. Piper cilibracteum ingår i släktet Piper och familjen pepparväxter. Inga underarter finns listade i Catalogue of Life.